# Йеллоустонская экспедиция
Йеллоустонская экспедиция (англ. Yellowstone Expedition) — экспедиция американской армии летом 1873 года, проходила в районе реки Йеллоустон. Войска были направлены в качестве охраны и сопровождения исследовательской партии Северной Тихоокеанской железной дороги. Экспедиция находилась под общим командованием полковника Дэвида Стэнли, вторым командиром был подполковник Джордж Армстронг Кастер.

## Начало экспедиции
20 июня 1873 года из форта Райс, Территория Дакота, отправилась основная часть экспедиции. Разведывательная группа и шесть рот под командованием майора Таунсенда выступили четырьмя днями ранее из форта Авраам-Линкольн на реке Миссури, получив приказ двигаться на запад. В первые семнадцать дней похода постоянно шёл дождь. Потратив день на переправу через реку Харт, Дэвид Стэнли получил донесение от Россера, главного инженера исследовательской парти, и майора Таунсенда, что 24 июня они пострадали в результате штормовой погоды — их фургоны были повреждены. Полковник послал часть 7-го кавалерийского полка и отряд механиков к землемерам, чтобы помочь устранить повреждения, в то время как пехота осталась с обозом.
К 1 июля пехота и обоз переправились через реку Мадди по мосту, сделанному из перевёрнутых фургонов, спроектированному главным комиссаром, лейтенантом Рэем из 8-го пехотного полка. В это время Стэнли отправил 47 фургонов обратно в форт Райс за дополнительными припасами. 5 июля пехота, сопровождавшая фургоны, догнала разведывательную партию под командованием Россера, пехотный отряд майора Таунсенда и 7-й кавалерийский полк под командованием подполковника Джорджа Кастера. Экспедиция двинулась дальше и 13 июля вышла к реке Йеллоустон. Кастер и два кавалерийских эскадрона, двигаясь затем по неровной дороге, достигли устья Глендайв-Крик, где встретились с пароходом «Ки-Уэст», создавшим в этом месте склад снабжения. Добравшись до парохода, Стэнли оставил 7-ю кавалерийскую роту и 17-ю пехотную роту охранять его, а затем переправил остальные войска и фургоны на северный берег Йеллоустона.
После продвижения на запад, 1 августа 1873 года, колонна Стэнли встретила пароход «Джозефина», в 13 км выше устья реки Паудер. Капитан Уильям Ладлоу, из инженерной команды, доставил на лодке фураж и необходимую утварь. В ту же ночь экспедиция получила первые свидетельства присутствия индейцев: ночью охранники лагеря открыли огонь по нескольким из них, а на следующее утро, 2 августа, в долине были обнаружены около 10 воинов. Поднимаясь по левому берегу Йеллоустона, солдаты сопровождали разведывательную группу, которая намеревалась следовать вдоль реки, в то время как обоз с продовольствием продвигался обходными путями, покидая долину и пересекая плато.

## Битва при Хонсингер-Блаффе
3 августа 1873 года войска Стэнли разбили лагерь у устья Сэнди-Крик, притока Йеллоустона, на северо-восточной оконечности Йеллоустонского холма на территории современного округа Кастер. Ранним утром 4 августа колонна двинулась вверх по северо-западному склону холма вдоль южного ответвления Сэнди-Крик. Капитан Джордж Йейтс с отрядом кавалерии сопровождал землемеров вдоль юго-восточного склона холма вдоль реки Йеллоустон. Кастер, с ротами А и В 7-го кавалерийского полка под командованием капитана Майлза Мойлана, выдвинулся впереди колонны Стэнли. Группа Кастера состояла из 86 человек, среди которых были его брат, лейтенант Том Кастер, и его шурин, лейтенант Джеймс Калхун.
Отряд Кастера прошёл по вершине Йеллоустонского холма, а затем спустился по крутой бизоньей тропе к широкой, покрытой травой пойме. Кастер заметил небольшую рощу вдоль Йеллоустона и повёл туда своих людей. Отряд остановился на привал и расседлал лошадей, которые паслись на травянистой пойме. Предчувствуя опасность, Кастер выставил два патруля из четырёх человек.
Шесть индейцев попытались увести табун и кавалеристы бросились в погоню. Когда они останавливались, индейцы также останавливались, и преследователи поняли, что лакота старались заманить их в ловушку. Вскоре появились около 300 воинов. Солдаты спешились, заняли оборону и начали отстреливаться. Воины не стали атаковать, а постарались поджечь траву, но она никак не занималась. Стороны обстреливали друг друга с дальней дистанции. Осада отряда Кастера продолжалась около трёх часов при температуре около 43 °C, затем кавалеристы контратаковали индейцев. Солдаты преследовали их почти 7 км, но так и не смогли приблизиться достаточно близко, чтобы вступить с ними в бой. Один из кавалеристов был ранен, а среди индейцев ранения получили трое. Ещё трое белых, застигнутые врасплох на открытом участке, были убиты.

## Сражение при реке Бигхорн
Йеллоустонская экспедиция продолжила движение на запад, вверх по реке Йеллоустон, и вечером 10 августа разбила лагерь в устье реки Бигхорн, на территории современного округа Трешер. Следующим утром лакота и шайенны открыли такой массированный огонь с южного берега, что кавалеристам пришлось убрать подальше свои табуны, чтобы лошади не пострадали. Индейцы насчитывали около 500 воинов. Обоюдная перестрелка велась некоторое время, после чего лакота и северные шайенны переправились через реку вниз по течению. Американцы отогнали их, но вскоре к индейцам присоединились новые воины. Так и не пробив оборону войска Стэнли, и они прекратили нападение и уехали. Солдаты потеряли 3 убитыми и 4 ранеными.

## Окончание экспедиции
Проведя разведку вдоль реки Масселшелл, полковник Дэвид Стэнли и его экспедиция вернулись вниз по реке Йеллоустон и 23 сентября 1873 года достигли форта Пек. На этом завершилась Йеллоустонская экспедиция.

## Итоги
После окончания экспедиции индейский агент Дэниелс был призван для специального доклада в Вашингтон о том, как противодействие враждебных индейцев в районе рек Паудер и Йеллоустон отразится на строительстве Северной Тихоокеанской железной дороги. В докладе он отметил, что лакота и шайенны будут пытаться помешать прокладке линии через их страну, но маловероятно, что они смогут создать какие-либо серьёзные проблемы, поскольку у них нет хорошего оружие и боеприпасов для оказания сопротивления.
Через три года началась новая война с индейцами, в результате которой подполковник Джордж Армстронг Кастер, капитан Томас Кастер, капитан Джордж Йейтс, первый лейтенант Джеймс Калхун и второй лейтенант Генри Харрингтон, офицеры 7-й кавалерийской дивизии, сопровождавшие Йеллоустонскую экспедицию, были убиты 25 июня 1876 года во время битвы при Литл-Бигхорне.